# Rillesten
 Denne artikel bør gennemlæses af en person med fagkendskab for at sikre den faglige korrekthed.

Rillesten er større sten med indhuggede riller. Grunden til stenenes riller er omdiskuteret. Nogle mener at rillerne er rester efter ufærdigt stenhuggerarbejde, mens andre mener rillerne er forskellige symboler, som har været brugt til ritualer, astronomiske observationer eller andet. 
Der findes forskellige typer af rillesten. Nogle har en lang rille (op til 1 meter eller mere), andre har en række af korte eller mellemlange riller. Skræddermosestenen og Kelleren i Harreskoven er eksempler på rillesten med en lang rille,  mens stenen ved Horspandemose samme sted er et eksempel på en rillesten med korte riller. På Ørnebjerg i nærheden af Tissø på Vestsjælland finder man tillige en karakteristisk rillesten med en række af korte riller. En anden type af rillesten er de såkaldte furesten. Det vil sige rillesten med en omkransende fure (rille) og et ofte falloslignende præg. Eksempler på disse sten er Ormestenen ved Solbjerg syd for Århus og rillestenen ved Grydehøj i Lejre.  
Udover Danmark findes der et stort antal rillesten i Tyskland, særligt i Niedersachsen, Westfalen, Mecklenburg og på Rügen. Den tyske arkæolog Willi Wegewitz (de) (1898-1996) er blandt de forskere, der har beskæftiget sig med emnet og skrevet om det. Rillesten findes også i mindre antal længere sydpå i Tyskland, i Bretagne i Frankrig, på de Britiske øer og i Østeuropa. I Sverige og Norge er der et mindre antal rilletsen.
Fhv. Statsskovrider Einar Laumann Jørgensen (1920-2006) var noget af en ekspert på området og har udgivet en del litteratur og billeder om fænomenet, bl.a. Pustebakken i Store Harreskov (Hareskoven).

## Danske Rillesten
De danske rillesten findes spredt i hele landet og for manges vedkommende gælder det, at de findes i skovområder. Der synes at være en ophobning af rillesten i skovene  i det nordøstlige Sjælland (Harreskoven og Store Dyrehave) og det nordvestlige Jylland (Thy og Han Herred).
De falloslignende rillesten eller furesten er forholdsvis fåtallige i Danmark. Det bedste eksempel er nok rillestenen fra Grydehøj ved Lejre. Derimod findes der utallige sten med en enkelt lang rille, f.eks. Kelleren i Harreskoven. Der findes også eksempler på to lange riller ved siden af hinanden (Steiners rillesten i Store Harreskov) eller mellemlange riller i forlængelse af hinanden (Kollerup rillesten). Ligeså almindelige er sten med en række af korte riller sådan som det ses ved Broskov i nærheden af Ganløse. Ved Horspandemose i Store Harreskov og på Eremitagesletten kan man se rillesten med to rækker af korte riller ved siden af hinanden.  
Rillestenen på Gøttrup kirkegård er helt speciel med to mellemlange lange riller, der nærmest danner en T-formet struktur.

## Tyske Rillesten
I Tyskland findes et stort antal af rillesten i især Niedersachsen og Mecklenburg, men også længere sydpå. Der er først og fremmest mange af de falloslignende furesten (Bremerhaven, Stedesdorf, Hollenbeck m.m.). Derudover finder man enkelte såkaldte antropomorfe rillesten, der minder om figurskårne sten og hvor rillen danner noget, der kunne minde om en hals eller mund. Rillestenene fra Tarmstedt og Seedorf er eksempler på det. I Tyskland omtales rillesten fra gammel tid af ofte som "opferstein" (offersten).
- Horspandemose, Store Harreskov
- Kelleren, Lille Harreskov
- Rillesten i Lille Harreskov
- Rillesten i Lille Harreskov
- Furesten beliggende ved Grydehøj i Lejre
- Ørnebjerg ved Tissø, Vestsjælland
- Ormestenen ved Solbjerg syd for Århus. Furen er første gang omtalt i 1500tallet. I 1920 blev stenen lavet til Genforeningssten
- Rillestenen på kirkegården i Stedesdorf
- Rillestenen fra Tarmstedt (Niedersachsen)
- Melzingen Opferstein (de)